# 浜松開誠館中学校・高等学校
浜松開誠館中学校・高等学校（はままつかいせいかんちゅうがっこう・こうとうがっこう）は、静岡県浜松市中央区松城町にある私立中学校・高等学校。学校法人誠心学園が運営する。

## 概要
1924年に誠心高等女学校(修業年限4年)として開校し、1947年に誠心中学校、1948年に誠心高等学校が発足、1998年に浜松開誠館中学校・高等学校として現校名に変更、男女共学化した。
複数のコース制によって、難関大学から短大、専門学校への進学のほか、就職まで多様な進路が見られる。
近年部活動が盛んであり、サッカー部、野球部、空手道部、バスケットボール部、駅伝競争部、陸上競技部の強豪校である。　

## 課程

### 中学校
- 一貫進学クラス（一貫進学コース）
- アドバンストクラス（スーパー文理コース、グローバルコース）

### 高等学校
- スーパー文理コース
- グローバルコース
- 進学コース

## 沿革
- 1924年 - 誠心高等女学校開校（修業年限4年）
- 1926年 - 校章制定
- 1927年 - 修業年限5年に組織変更
- 1928年 - 校歌制定
- 1933年 - 校旗制定
- 1944年 - 財団法人に組織変更
- 1945年 - 戦災のため校舎焼失
- 1947年 - 誠心学園中等部発足
- 1948年 - 誠心高等学校発足
- 1950年 - 学校法人に組織変更
- 1974年 - 創立50周年記念式挙行
- 1984年 - 創立60周年記念式挙行
- 1994年 - 創立70周年記念式挙行
- 1997年 - 総合選択制コース設置
- 1998年 - 浜松開誠館中学校・高等学校に校名変更、男女共学化、制服変更
- 2000年 - 校舎棟・アリーナ棟、落成
- 2002年 - 総合グラウンド完成
- 2004年 - 創立80周年記念式挙行。中学校サッカー部、全国中学校サッカー大会で優勝
- 2007年 - スーパー理数コース新設、特進コースを進学コースI類・II類に再編
- 2008年 - 制服変更
- 2010年 - コースを一部改組、スーパー理数コースをスーパー文理コースに、進学コースはI類・II類を統合
- 2011年 - 総合グラウンド（西区篠原町）を全面人工芝化完了(JFAロングパイル人工芝ピッチ公認)
- 2012年 - 未来館落成
- 2013年 - 校内グラウンド人工芝改修
- 2014年 - 創立90周年記念式挙行
- 2016年 - コースを一部改組、総合コースをキャリアデザインコースに変更
- 2017年 - グローバルコースを新設　ふじのくにグローバルハイスクール研究指定校となる
- 2018年 - 高校サッカー部、全国高等学校サッカー選手権大会静岡県大会で優勝。全国大会初出場。
- 2018年 - 未来館増築
- 2020年 - アリーナⅡ棟(第二体育館)落成
- 2021年 - キャリアデザインコースを廃止
- 2021年 - 高校男子バスケットボール部　全国高等学校バスケットボール大会静岡県予選で初優勝。男女共にウインターカップ2021に出場。
- 2022年 - 中学校サッカー部、全国中学校サッカー大会で優勝。(18年ぶり2回目)
- 2022年 - 高校サッカー部、 全国高等学校サッカー選手権大会静岡県大会 で優勝。全国大会出場(4年ぶり2回目)
- 2023年 - 高校野球部、全国高等学校野球選手権静岡大会初優勝。夏の甲子園初出場[1]。大会5日目の第1試合、1回戦で熊本県代表の東海大熊本星翔高校と対戦して甲子園初勝利を挙げた。
- 2024年 - 創立100周年

## 創立者
本校創立者の長谷川鉄雄 (1881-1945)は、海軍軍人で貴族院議員の長谷川貞雄の四男で、長谷川家は静岡県磐田郡掛塚で神官職を代々務める家系。東京帝国大学工科大学電気科を卒業し、弁天島土地、福長飛行機製作所社長などを務め、静岡県多額納税者であった。1903年に浜松市松城町の私邸の一部を浜松高等女学校の寄宿舎に提供したのち、地元の女学校不足解消のため、1924年に同私邸を校地として本校を設立、校長に山下五三郎を迎えた。

## 校訓
誠心・敬愛

## 校章
真澄の鏡

## スクールカラー
臙脂
- 制服や運動部のユニフォーム、校旗などに配色されている。
- 文芸部（1998年より休部）の刊行していた文集の名前も「えんじ」と言った。

## 施設
- 校舎棟本館（地上9階建・冷暖房完備）
- 校舎棟未来館（地上5階建・冷暖房完備）
- アリーナ棟（地上2階・地下1階建）
  - メインアリーナ（体育館）
  - サブアリーナ（道場、器械体操）
  - カフェテリア
  - 作法室
- アリーナⅡ棟（地上2階・地下1階建）
  - スポーツホール（バスケットコート）
  - ハーモニーホール（吹奏楽部専用練習場）
- 総合グラウンド
  - 多目的フィールド（人工芝サッカー場）
  - 野球場

## 部活動
中学
- 吹奏楽
- 合唱
- 美術
- 書道
- 演劇
- 華道
- 囲碁将棋
- 文化研究
- クラフト
- クッキング
- SDGs
- バスケットボール
- 卓球
- 体操
- 空手道
- サッカー
- 野球
- 陸上競技
- チアダンス
- フラダンス

高校
- 放送
- 吹奏楽
- 合唱
- 美術
- 書道
- 演劇
- 茶道
- 華道
- 囲碁将棋
- 文化研究
- パソコン
- クラフト
- クッキング
- ボランティア
- 軽音楽
- バスケットボール
- 卓球
- 体操
- 陸上競技
- サッカー
- 野球
- 空手道
- チアダンス
- フラダンス

## 高大連携提携校
関西大学と「高大接続パイロット校」の協定を結んでおり、校内選抜による特別推薦制度を導入している。

## 著名な出身者
- 家泉あづさ - バルーンアーティスト
- 山下友貴 - 競艇
- 平野美恵子 - 卓球

芸能人・アナウンサー
- 安奈ゆかり
- 草凪萌
- 柳家花いち
- 小池亮介
- 大橋里砂
- 益戸育江
- 太田紅葉
- 高柳光希

籠球
- 小笠原ひかる
- 石田悠月
- 陽本麻優
- 山口史乃
- 石牧葵
- 鈴木侑

サッカー
- 竹内涼
- 松浦勇武
- 中西健人
- 青島拓馬
- 木下高彰
- 成田光希
- 早坂龍之介
- 土居柊太
- 袴田裕太郎
- 松原后
- 須貝英大
- 青嶋佑弥
- 吉田真那斗
- 熊取谷一星

## 著名な関係者
- 青嶋文明 - サッカー部監督
- 岡本淳一 - サッカー部コーチ
- 村主博正 - 元サッカー部コーチ
- 後藤正規 - バスケットボール部顧問
- 北内耕成 - 元サッカー部コーチ
- シジマール・アントニオ・マルチンス - 元サッカー部GKコーチ
- 國保塁 - 元サッカー部コーチ
- 澤村公康 - 元サッカー部GKコーチ
- 磯部修三 - 元野球部監督
- 佐野心 - 野球部監督
- 古池拓一 - 野球部コーチ
- 中村紀洋 - 野球部非常勤コーチ
- 小島弘務 - 野球部コーチ

## アクセス
- 浜松駅バスターミナル2のりばより、0遠州浜蜆塚線「高町」バス停下車。
- 浜松駅バスターミナル1のりば、2のりば（0除く）、15のりば、16のりば（48除く）より、「市役所南」バス停下車（徒歩約5分）。